# قهرمانی وزنه‌برداری جهان ۱۹۵۵
قهرمانی وزنه‌برداری جهان ۱۹۵۵ سی و دومین دوره از رقابت‌های قهرمانی جهان می‌باشد که از ۱۰ تا ۱۲ اکتبر ۱۹۵۵ در مونیخ، آلمان غربی برگزار گردید. در این دوره ۱۰۸ ورزشکار مرد از ۲۵ کشور رقابت کردند.

## خلاصه مدال‌ها
| رویداد               | طلا                                   | طلا      | نقره                                    | نقره     | برنز                             | برنز     |
| خروس‌وزن ۵۶ ک‌گ        | Vladimir Stogov · اتحاد جماهیر شوروی  | ۳۳۵٫۰ ک‌گ | چارلز وینچی · ایالات متحده آمریکا       | ۳۱۷٫۵ ک‌گ | محمود نامجوی · ایران             | ۳۱۲٫۵ ک‌گ |
| پر وزن ۶۰ ک‌گ         | رافائل چیمیشکیان · اتحاد جماهیر شوروی | ۳۵۰٫۰ ک‌گ | ایوان اودودوف · اتحاد جماهیر شوروی      | ۳۴۵٫۰ ک‌گ | Kamal Mahgoub · مصر              | ۳۲۷٫۵ ک‌گ |
| سبک‌وزن ۶۷٫۵ ک‌گ       | Nikolay Kostylev · اتحاد جماهیر شوروی | ۳۸۲٫۵ ک‌گ | Said Khalifa Gouda · مصر                | ۳۶۵٫۰ ک‌گ | Nil Tun Maung · برمه             | ۳۵۵٫۰ ک‌گ |
| میان‌وزن ۷۵ ک‌گ        | پیت جورج · ایالات متحده آمریکا        | ۴۰۵٫۰ ک‌گ | فئودور بوگدانوفسکی · اتحاد جماهیر شوروی | ۴۰۵٫۰ ک‌گ | Ingemar Franzén · سوئد           | ۳۷۲٫۵ ک‌گ |
| سبک سنگین‌وزن ۸۲٫۵ ک‌گ | تامی کونو · ایالات متحده آمریکا       | ۴۳۵٫۰ ک‌گ | Vasily Stepanov · اتحاد جماهیر شوروی    | ۴۲۵٫۰ ک‌گ | Jim George · ایالات متحده آمریکا | ۴۰۲٫۵ ک‌گ |
| میان سنگین‌وزن ۹۰ ک‌گ  | آرکادی ووروبیوف · اتحاد جماهیر شوروی  | ۴۵۵٫۰ ک‌گ | Clyde Emrich · ایالات متحده آمریکا      | ۴۲۷٫۵ ک‌گ | محمدحسن رهنوردی · ایران          | ۴۲۵٫۰ ک‌گ |
| سنگین‌وزن ۹۰+ ک‌گ      | پل اندرسون · ایالات متحده آمریکا      | ۵۱۲٫۵ ک‌گ | James Bradford · ایالات متحده آمریکا    | ۴۷۵٫۰ ک‌گ | Eino Mäkinen · فنلاند            | ۴۲۲٫۵ ک‌گ |

## جدول مدال‌ها
| رتبه           | کشور                | طلا | نقره | برنز | مجموع |
| -------------- | ------------------- | --- | ---- | ---- | ----- |
| ۱              | اتحاد جماهیر شوروی  | ۴   | ۳    | ۰    | ۷     |
| ۲              | ایالات متحده آمریکا | ۳   | ۳    | ۱    | ۷     |
| ۳              | مصر                 | ۰   | ۱    | ۱    | ۲     |
| ۴              | ایران               | ۰   | ۰    | ۲    | ۲     |
| ۵              | برمه                | ۰   | ۰    | ۱    | ۱     |
| ۵              | سوئد                | ۰   | ۰    | ۱    | ۱     |
| ۵              | فنلاند              | ۰   | ۰    | ۱    | ۱     |
| مجموع (۷ کشور) | مجموع (۷ کشور)      | ۷   | ۷    | ۷    | ۲۱    |